# Garveia polarsterni
Garveia polarsterni är en nässeldjursart som beskrevs av Boris I. Sirenko 200. Garveia polarsterni ingår i släktet Garveia och familjen Bougainvilliidae.
Artens utbredningsområde är Norra Ishavet. Inga underarter finns listade i Catalogue of Life.